# Antichlidas holocnista
Antichlidas holocnista är en fjärilsart som beskrevs av Edward Meyrick 1931. Antichlidas holocnista ingår i släktet Antichlidas och familjen vecklare. Inga underarter finns listade i Catalogue of Life.